# Nayla Chidiac

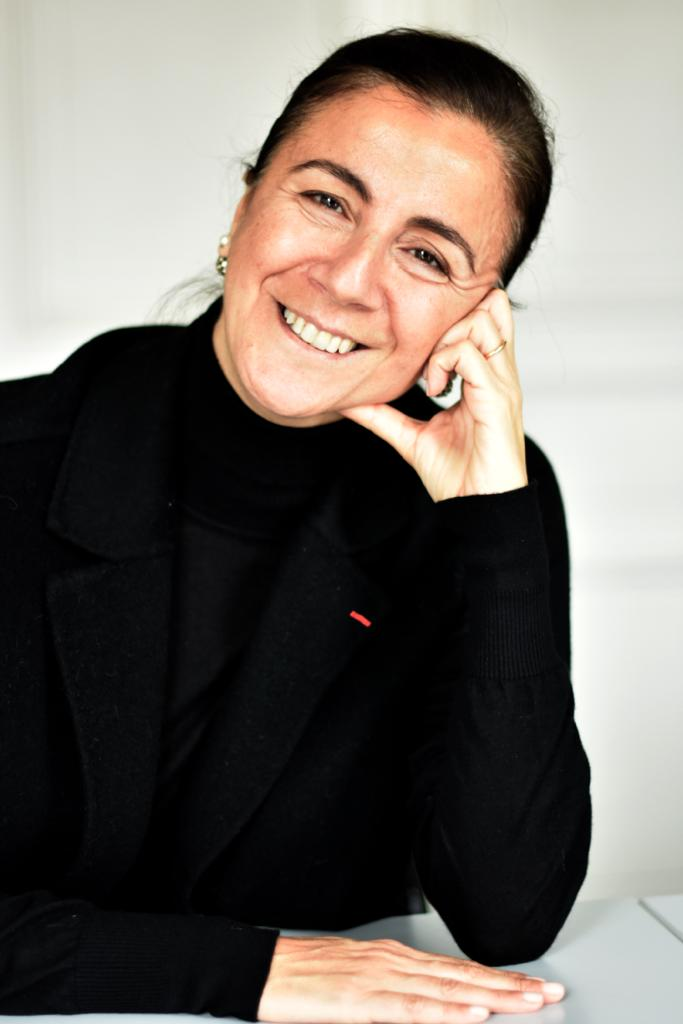
Nayla Chidiac

Nayla Chidiac ist eine französisch-libanesische klinische Psychologin sowie Autorin und Dichterin. Sie wurde 2017 zur Ritterin der Ehrenlegion ernannt.

## Wirken
Chidiac promovierte 1997 an der Universität der Westbretagne zur Doktorin der Psychopathologie. Sie ist Spezialistin für psychische Traumata bei Erwachsenen und therapeutisches Schreiben. Zudem war sie Sachverständige am Tribunal de Grande Instance und ist seit etwa 20 Jahren Leiterin (Stand 2021) sowie Gründerin der therapeutischen Schreibwerkstätten (ateliers d’écriture thérapeutique) am Krankenhauszentrum Sainte-Anne in Paris.

## Schriften (Auswahl)

### Sachliteratur
- Epilepsie, troubles et psychopathologie de la cognition: étude et approche clinique de la scolarité de l’épileptique. Dissertation. Universität der Westbretagne, 1997, OCLC 494565185 (Betreuer: Hervé Beauchesne).
- mit Christine Mirabel-Sarron: Bien gérer son temps pour vivre mieux (= Guide pour s’aider soi-même). O. Jacob, Paris 2011, ISBN 978-2-7381-2744-0.
- Ateliers d’écriture thérapeutique. Elsevier Masson, Issy-les-Moulineaux 2013, ISBN 978-2-294-70618-9.
- Les bienfaits de l’écriture, les bienfaits des mots. O. Jacob, Paris 2022, ISBN 978-2-415-00096-7.

### Poesie
- Le Pays où les arbres ont peur. Librairie-Galerie Racine, 2010, ISBN 978-2-243-04468-3.
- L’Aube à genoux. Librairie-Galerie Racine, 2012, ISBN 978-2-243-04551-2.
- Une nuit un matin. Librairie-Galerie Racine, Paris 2015, ISBN 978-2-243-04624-3.
- La Flûte de haschisch. Librairie-Galerie Racine, Paris 2019, ISBN 978-2-243-04735-6.